# Joe Neguse
Joseph D. Neguse (/nəˈɡuːs/ Bakersfield, Kalifornia, 1984. május 13. –) amerikai jogász és politikus, 2019 óta Colorado második választókerületének szövetségi képviselője, 2024 óta a Demokrata Párt képviselőházi asszisztens frakcióvezetője. Colorado első afroamerikai, illetve az ország történetének első eritreai-amerikai képviselője.
Neguse Bakersfieldben született, családja hat éves korában költözött Coloradóba. A boulderi Coloradói Egyetemen végezte tanulmányait, 2009-ben az egyetem jogi iskoláján szerezte meg doktorátusát. 2008 és 2015 között az egyetem igazgatótanácsának tagja volt. 2014-ben elindult Colorado külügyminiszteri posztjáért, de alulmaradt Wayne W. Williams ellen. 2015-ben John Hickenlooper kormányzó kinevezte Neguse-t a Coloradói Szabályozó hatóságok Minisztériuma élére, az állam egyik legfiatalabb kabinettagja lett.
2018-ban döntött úgy, hogy elindul Jared Polis megüresedett képviselőházi posztjáért a második választókerületben. 2018-as megválasztása után háromszor újraválasztották. Mindössze öt évvel első terminusa kezdete után megválasztották a párt képviselőházi asszisztens frakcióvezetőjének, Jim Clyburn helyét átvéve.